# Lisa Wilcox (Reiterin)

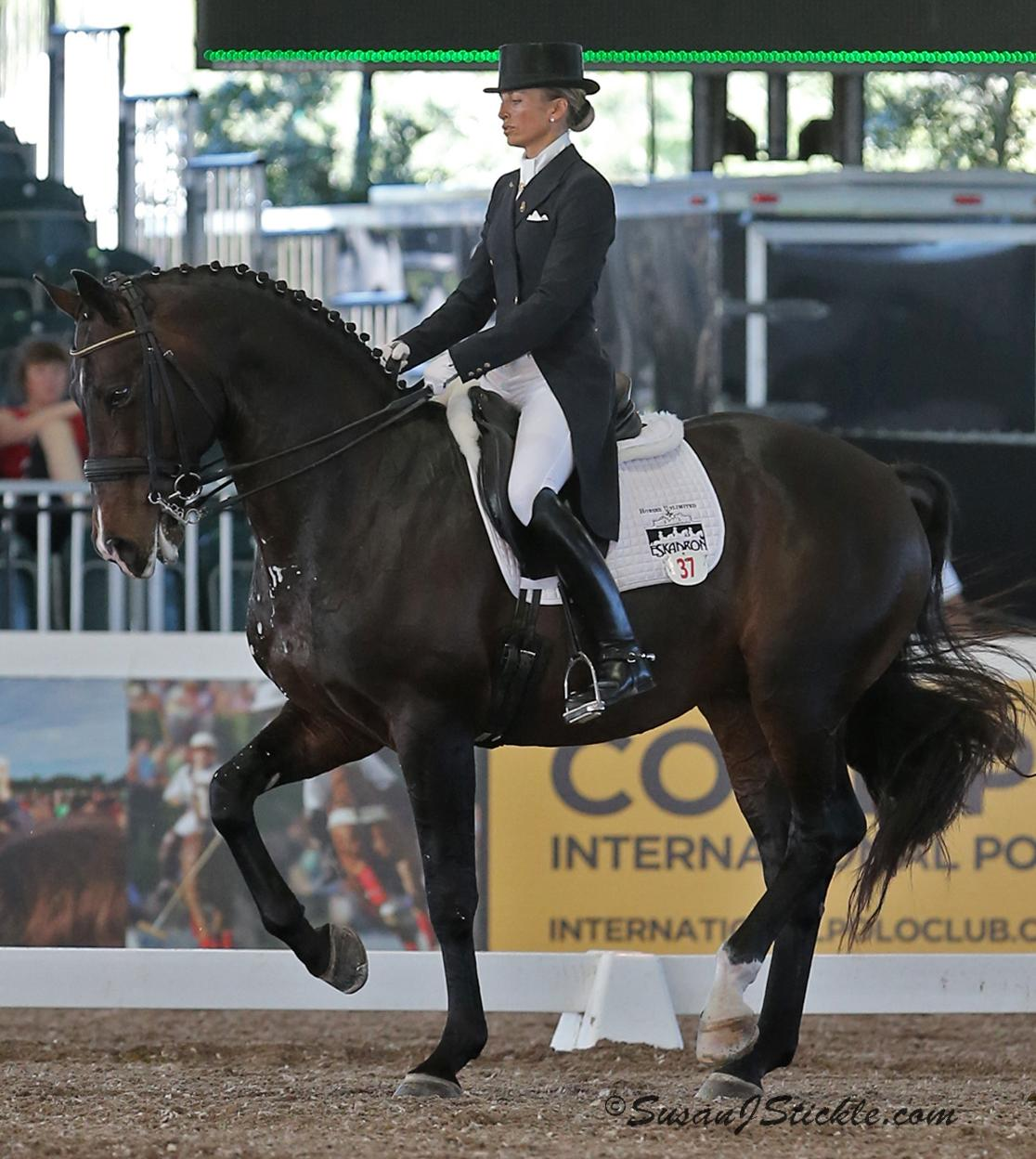
Lisa Wilcox mit Pikko del Cerro beim CDI 3* West Palm Beach 2013

Lisa Wilcox (* 8. September 1966 in Thousand Oaks, Kalifornien) ist eine US-amerikanische Dressurreiterin.
Wilcox ist aufgewachsen im US-Bundesstaat Colorado. Angefangen mit dem Reiten hat sie auf den Westernpferden ihres Vaters. Ihr erstes eigenes Pferd war der Quarterhorse-Vollblut-Mix Lucky.
Ihre Turnierlaufbahn begann sie mit der Vielseitigkeit (bis Kl. M). Über ihren damaligen Mann Jan Ebeling gelangte sie in das Dressurviereck. Ihr erstes Grand-Prix-Programm erlernte sie mit  dem Oldenburger Wallach Funny (Vater Furioso II; Muttervater Ladykiller xx).
Um im Dressursport an die Spitze zu kommen, ging sie nach Deutschland und nahm mit Funny Unterricht bei Herbert Rehbein. Nach vier Monaten kehrte sie nach Amerika zurück. Dort blieb sie jedoch nicht lange und kam zurück nach Europa, um zunächst in Dänemark Verkaufspferde und Hengste zu reiten. Anschließend arbeitete sie sehr erfolgreich im niedersächsischen Gestüt Reinsehlen und legte dort insbesondere durch die Arbeit mit dem Hannoveraner Spitzenhengst Condor M den Grundstein ihrer weiteren Karriere.
In Verden 1997 fragte Gundula Vorwerk-Happ, ob sie eine neue Anstellung suche. Daraufhin wurde sie zu einem Proberitt auf dem damals 7-jährigen Oldenburger Hengst Rohdiamant (Vater Rubinstein I; Muttervater Inschallah ox) eingeladen. Die Probe verlief sehr gut und Wilcox wurde eingestellt. Zusammen mit Rohdiamant gelang ihr der Sprung zum Grand Prix und das Paar war auf zahlreichen Turnieren hoch erfolgreich.
Als Chefbereiterin der Oldenburger Hengststation Vorwerk-Happ qualifizierte sich Lisa Wilcox im Jahr 2000 mit Rohdiamant für die Olympischen Spiele in Sydney. Bei den Olympischen Spielen in Athen errang sie mit der Equipe der USA die Bronzemedaille im Mannschaftswettbewerb der Dressur.